# 모나코 축구 국가대표팀
모나코 축구 국가대표팀(프랑스어: Équipe de Monaco de football)은 모나코를 대표하는 축구 국가대표팀이다. FIFA와 UEFA 회원국이 아니므로 FIFA 월드컵과 UEFA 유럽축구선수권대회는 참가할 수 없으며 독립 축구 협회 연맹에서 주관하는 대회에만 참가할 수 있다.

## 개요
NF-보드 시절에 참가한 2006년 VIVA 월드컵 결승에서 사미에게 무려 1-21의 대패를 당하면서 준우승에 머물렀다. 이는 모나코 축구의 국제 대회 최고 성적 및 국제 경기 최다 점수차 패배 기록으로 남아 있다. 2010년 5월에 NF-보드를 탈퇴하였고 현재는 독립 축구 협회 연맹에 소속되어 있지만 아직까지 CONIFA 월드 풋볼컵 출전 기록이 없다.

## 같이 보기
- AS 모나코 FC